# Jasione maritima
Jasione maritima är en klockväxtart som först beskrevs av Jean Étienne Duby, och fick sitt nu gällande namn av Léon Marie Dufour och Baltasar Merino. Jasione maritima ingår i släktet blåmunkssläktet, och familjen klockväxter. Inga underarter finns listade i Catalogue of Life.